# Mattia Preti
Mattia Preti (24. februar 1613–3. januar 1699) je bil italijanski baročni slikar, ki je delal v Italiji in na Malti. Bil je tudi član malteškega viteškega reda.

## Življenje
Preti se je rodil v majhnem mestu Taverna v Kalabriji. Ko je bil sprejet v red svetega Janeza (leta 1660), je bil kalabrijski vitez (Il Cavalier Calabrese).  Najprej naj bi bil v Neaplju vajenec pri Giovanniju Battisti Caracciolu, ki se je zgledoval po Caravaggiu, kar je zelo vplivalo tudi na Pretija vse njegovo življenje.
Preti se je verjetno pred letom 1630 pridružil svojemu bratu Gregoriu (tudi slikarju) v Rimu, kjer se je seznanil s Caravaggiovimi tehnikami in njegovo šolo ter z delom Guercina, Rubensa, Guida Renija in  Giovannija Lanfranca. V Rimu je slikal freske v cerkvah svetega Andreja (Sant'Andrea della Valle) in svetega Karla (San Carlo ai Catinari). Med letoma 1644 in 1646 je morda bil v Benetkah, [2] v Rimu pa je ostal do leta 1653, nato pa se je vrnil pozneje kot v letih 1660 ali 1661. Naslikal je freske za cerkev svetega Blaža v Modeni (okoli 1651/2) in sodeloval pri dekoraciji fresk v palači Pamphili v Valmontonu (dokumentirano 1660/61), kjer je delal skupaj s  Pierom Francescom Molo, Gasparjem Dughetom, Francescom Cozzo, Giovannijem  Battisto Tassijem (il Cortonese) in Guglielmom Cortesejem.
V letih 1653 do 1660 je veliko delal v Neaplju, kjer je nanj vplival še en pomemben slikar njegove dobe Luca Giordano. Ena izmed Pretijevih mojstrovin je vrsta velikih fresk, danih zaradi obljube, povezane s kugo (ki so bile naslikane na sedmih mestnih vratih, vendar so bile  poškodovane) in so prikazovale Devico ali svetnike, ki so nosili obolele ljudi zaradi kuge. Dve skici sta v muzeju Capodimonte v Neaplju . Skica Device z otrokom Jezusom, ki se dviga nad umirajočimi in njihovimi grobnicami, napoveduje Zadnjo sodbo, ki ji vlada ženska. Preti je dobil tudi naročilo za nadzor nad gradnjo, rezbarjenjem in pozlato za cerkveno ladjo in transept v cerkvi svetega Petra v Majelli v Neaplju.
Ko je postal vitez malteškega viteškega reda, je leta 1659 obiskal sedež glavnega reda na Malti in tam preživel večino preostanka svojega življenja. Preti je spremenil notranjost sostolnice svetega Janeza v Valletti z veliko serijo slik o življenju in mučeništvu svetega Janeza Krstnika (1661–1666). Na Malti je veliko Pretijevih slik v zasebnih zbirkah in župnijskih cerkvah. Njegov veliki ugled je razširil krog pokroviteljev, zato je dobival naročila iz vse Evrope. 
Preti je užival v dolgi karieri in ima zato precejšen umetniški opus. Njegove slike, ki predstavljajo živahno poznobaročno slikarstvo, imajo številni veliki muzeji, pomembne zbirke so v Neaplju, Valletti in v njegovem domačem kraju Taverna.